# ليندا جونسون
ليندا جونسون (بالإنجليزية: Linda Johnson)‏ هي لاعبة بوكر أمريكية، ولدت في 14 أكتوبر 1953 في لونغ آيلند في الولايات المتحدة.